# Equipo Europa
Equipo Europa es una asociación juvenil europeísta y apartidista española, sin ánimo de lucro, que fue creada con el objetivo de promover la Unión Europea entre los jóvenes y fomentar la participación política de la juventud.
Según sus estatutos, Equipo Europa tiene como valores el europeísmo, la juventud y participación, la sostenibilidad, la democracia y Estado de Derecho, los Derechos Humanos y el apartidismo.

## Historia y estructura
Equipo Europa es fundado en 2019 en Madrid a raíz de la campaña Esta vez voto, que fue impulsada por el Parlamento Europeo con el ánimo de promover la participación electoral en las Elecciones europeas del mismo año.
A partir de la misma, un grupo de voluntarios decide continuar y constituir la asociación a nivel nacional con el fin de promover, no solamente el voto en las elecciones europeas, sino la Unión Europea en su conjunto y la participación política de los jóvenes. Se han reunido con políticos como la consejera del Gobierno de Navarra Ana Ollo,el alcalde de Pamplona Enrique Maya,entre otros.
La asociación agrupa en la actualidad a más de 5000 jóvenes de entre 14 y 30 años y se estructura en delegaciones por Comunidades Autónomas.Además, Equipo Europa cuenta con 18 delegaciones, que representan cada una de las Comunidades Autónomas de España y una delegación internacional. 

## Actividades
Equipo Europa difunde sus ideas a través de:

### Campañas
En octubre de 2019 la asociación lanza la campaña Un Árbol por Europa, inspirada en un tuit de David Sassoli, entonces Presidente del Parlamento Europeo, en el que instaba a todos los alcaldes de Europa a plantar al menos un árbol en su municipio.
Esta campaña cuenta con el apoyo de la Oficina del Parlamento Europeo en España, y a raíz de ella se han plantado más de 40000 árboles en más de 700 ayuntamientos. 
La campaña colabora con la Comisión Europea dentro de la Estrategia de la UE sobre Biodiversidad para 2030 con el objetivo de facilitar que los árboles plantados por los Ayuntamientos adheridos a la campaña puedan ser incluidos dentro del objetivo de plantar 3 billones de árboles de la Comisión Europea. Además, la Leonor de Borbón y Sofía de Borbón participaron en el cierre de la campaña 2020−2021 en Hayedo de Montejo.
En contexto del Año Europeo de la Juventud, Equipo Europa lanza el manifiesto Una Juventud que Aspira a Más con el fin de recoger la visión de la juventud sobre el futuro de la Unión Europea.
En 2022 Equipo Europa presenta la campaña Europa Sostenible, un proyecto que agrupa toda la actividad en materia de sostenibilidad que la asociación lleva a cabo, con el objetivo de generar una mayor conciencia sobre la emergencia climática.

### Programas
Equipo Europa cuenta también con programas propios como Europa en el Aula, una iniciativa que pretende acercar la Unión Europea a los estudiantes a través de charlas en centros educativos y promueve la creación de una asignatura optativa sobre la Unión Europea.
Además, busca promover la participación política de los jóvenes a través de programas como el EU Youth Lab o el Foro por el Futuro de la UE. Concretamente, este último se lanzó en noviembre de 2020 se lanzó y 36 jóvenes analistas elaboraron 100 propuestas para la Conferencia por el Futuro de Europa que fueron debatidas en un foro con más de 200 jóvenes y presentadas en el European Youth Event 2021, siendo una de ellas la propuesta más votada del mismo.

### Eventos
Equipo Europa también persigue acercar la Unión Europea a la juventud y promover su participación a través de la organización de eventos a nivel nacional como las Jornadas de Equipo Europa o los Cursos Europeos de Verano 2022 en Pamplona y de eventos con carácter internacional como el European Youth Summit en Bilbao, que acogió a más de 170 jóvenes de 17 nacionalidades, o el European Youth Event 2022 en Santander.

### Divulgación
La asociación también genera contenido divulgativo sobre la Unión Europea través de podcasts como La Europa que te toca y publicaciones propias en su página, como pueden ser artículos, Actualidad Europea, propuestas o guías.

## Premios y reconocimientos
1. 2024: Ganador nacional del Premio Europeo Carlomagno de la Juventud, por el proyecto Forum on the Future of the EU.[15]